# Benedikt Baur

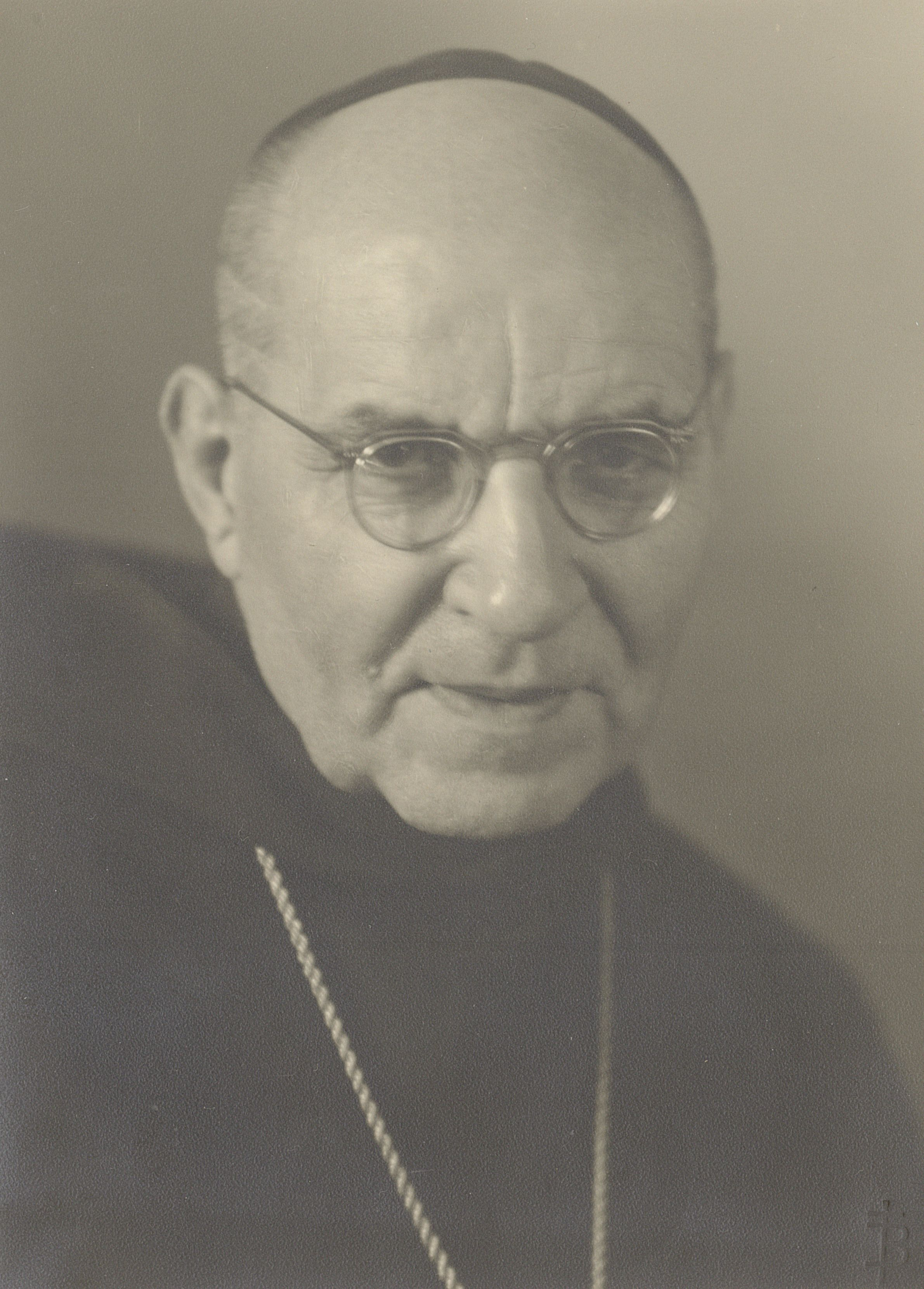
Erzabt Benedikt Baur OSB (um 1960)

Benedikt Baur OSB (* 9. Dezember 1877 in Mengen als Karl Borromäus Baur; † 10. November 1963 in Beuron) war ein deutscher Benediktiner und Theologieprofessor. Er war 5. Erzabt der Erzabtei Beuron. 

## Leben
Baur trat 1897 der Ordensgemeinschaft der Benediktiner in Beuron bei, legte am 5. Oktober 1898 dort Profess ab und empfing die Priesterweihe am 20. September 1903. 1904 wurde er in Rom zum Dr. theol. promoviert. Von 1905 bis 1913 lehrte er Dogmatik und Kirchenrecht an der Theologischen Hochschule Beuron. Von 1907 bis 1910 war er dort auch Klerikerpräfekt. Von 1931 bis 1938 war er Professor für Dogmatik an der römischen Ordenshochschule, dem Päpstlichen Athenaeum Sant’Anselmo sowie in Salzburg und Einsiedeln.
1938 wurde er zum Subprior in Beuron bestellt und durch Papst Pius XI. 1938 zum Abt ernannt. Vom 18. Januar 1938 bis 1955 war er fünfter Erzabt von Beuron. Die Abtsweihe fand am 24. Februar 1938 durch Erzbischof Conrad Gröber statt.
Baur erwarb sich große Verdienste um die Erzabtei Beuron und die Beuroner Kongregation. Er engagierte sich vor allem für die Liturgie und die Handschriftenforschung und war Gründer des Vetus-Latina-Instituts. Benedikt Baur galt als Gegner des NS-Regimes.
Er veröffentlichte zahlreiche Werke und Schriften zu geistlichen Themen, die in mehreren Sprachen erschienen sind.

## Schriften
- Grundriss der Philosophie, 1919, zusammen mit Sigisbert Cavelti (OSB)
- Ich bin der Weinstock Ihr seid die Rebzweige, Joh. 15.5: Erwägungen zu Füssen des Tabernakels. Kösel, München 1920
- Werde Licht! – Liturgische Betrachtungen an den Sonn- und Wochentagen des Kirchenjahres – 1. Teil: Advents- und Weihnachtszeit. Herder, Freiburg 1938
- Werde Licht! – Liturgische Betrachtungen an den Sonn- und Wochentagen des Kirchenjahres – III. Teil: Osterfestkreis – Die Nachpfingstzeit. Herder, Freiburg 1937
- Werde Licht! – Liturgische Betrachtungen an den Sonn- und Wochentagen des Kirchenjahres – II. Teil – Osterfestkreis. Herder, Freiburg 1940
- Still mit Gott: Gedanken für die Stunden der Einkehr, Verlag Das Innere Leben 1940
- Die häufige Beicht – Belehrungen, Betrachtungen und Gebete für den öfteren Empfang des heiligen Bußsakramentes. Herder, Freiburg 1946
- Ave Maria: gedanken über das geheimnis der Jungfrau. Beuroner Kunstverlag, Beuron 1954
- Kardinal Ildefons Schuster: Ein Lebensbild. St. Gabriel-Verl., Mödling b. Wien 1961
- Wie bete ich den Rosenkranz. Beuroner Kunstverlag, Beuron 1963
- Kein Maß kennt die Liebe. Das Leben der ehrwürdigen Dienerin Gottes Ulrika Nisch, Kreuzschwester von Hegne. Hrsg. von P. Maternus Eckardt OSB. Provinzhaus, Allensbach-Hegne 7. Aufl. 1985